# Fonologia della lingua francese
La fonologia della lingua francese indica in che modo si combinano i fonemi nella lingua francese. Questo articolo vuole mostrare una completa visione dei normali e possibili fonemi del francese.

## Vocali
| IPA | Esempio (IPA) | Esempio (scritto) | Significato        | Note |
| --- | ------------- | ----------------- | ------------------ | --- |
| i   | /si/          | si                | "se"               | Questa vocale è di solito breve e tesa. Può essere lunga nel dialetto francese del Québec. |
| e   | /pʁe/         | pré               | "prato"            | In posizione non finale, questa vocale ed /ɛ/ sono quasi allofoni, più o meno come nello spagnolo; [e] si trova nelle sillabe aperte e [ɛ] in quelle chiuse (una sillaba seguita da uno scevà è normalmente considerata chiusa: événement ~ évènement /evɛnmɑ̃/). |
| ɛ   | /pʁɛ/         | près              | "vicino"           | È dibattuto se questa vocale sia un fonema o un allofono di /e/. In parole monosillabiche non aggregate tende spesso a essere pronunciata [e]. Parole con ai e aie, come taie hanno più solitamente [ɛ], ma sono anche pronunciate con [e]. |
| ɛ   | /sɛʁ/         | serre             | "serra"            | È dibattuto se questa vocale sia un fonema o un allofono di /e/. In parole monosillabiche non aggregate tende spesso a essere pronunciata [e]. Parole con ai e aie, come taie hanno più solitamente [ɛ], ma sono anche pronunciate con [e]. |
| ɛː  | /mɛ(ː)tʁ/     | maître            | "maestro"          | Questa vocale si trova nel francese del Québec, sia come evoluzione fonemica di /ɛː/ nel francese antico, sia come allofono di [ɛ] prima di /ʒ, ʁ, z/, (più spesso in fine di parola). |
| y   | /sy/          | su                | "saputo"           | Il francese del Québec ha allofoni "rilassati" di tutte le vocali chiuse. Questa vocale può essere pronunciata come [ʏ] in Québec. È stato riportato che alcuni dialetti francesi in Belgio usano [ʏ]. |
| ø   | /sø/          | ceux              | "coloro" (pronome) | Queste vocali hanno la stessa ripartizione allofonica di [e] e [ɛ]. Le poche coppie minime includono jeune /ʒœn/ ("giovane") e jeûne /ʒøn/ ("digiuno"). |
| œ   | /sœʁ/         | sœur              | "sorella"          | Queste vocali hanno la stessa ripartizione allofonica di [e] e [ɛ]. Le poche coppie minime includono jeune /ʒœn/ ("giovane") e jeûne /ʒøn/ ("digiuno"). |
| ə   | /sə/          | ce                | "questo"           | È controverso se /ə/ (scevà), "e caduc" o "e muet" (muto) sia un fonema del francese. Essendo più o meno labializzato, è più vicino a [œ] che all'/ə/ inglese. L'"e caduc" labializzato moderno viene da uno scevà non labializzato una volta utilizzato nel francese antico. Viene sempre lasciato cadere (muet) prima di qualunque vocale. Nel parlato colloquiale, può essere lasciato cadere in qualunque altra posizione (tranne quando complicherebbe la pronuncia). In Francia non si tralasciano necessariamente gli scevà come in Québec. |
| a   | /pat/         | patte             | "zampa"            | Questa vocale si è evoluta in una posizione più centrale nel francese europeo moderno perseguendo una fusione con [ɑ], ma molti dialetti mantengono queste vocali separate. |
| ɑ   | /pɑːt/        | pâte              | "pasta"            | Questa vocale, solitamente lunga, si è conservata in molti dialetti del francese, notevolmente quello svizzero e del Québec. Nel francese di Francia tende ad assimilarsi ad /a/, rendendo omofone parole come patte e pâte. |
| u   | /su/          | sous              | "sotto"            | Nel francese del Québec, che ha allofoni "rilassati" di tutte le vocali chiuse, può essere pronunciata come [ʊ]. |
| o   | /so/          | sot               | "stupido"          | Un altro paio di vocali che vanno fondendosi in qualche dialetto. Il grafema "o" è realizzato aperto, [ɔ], sia nelle sillabe chiuse che in quelle aperte (eccezione è la sequenza -ose, pronunciata /o:z/); l'influsso dell'accento di Parigi sta però delabializzando [ɔ] in [ʌ]. Comunque, "eau", "au", "ô" e la terminazioni "-ot", "-os" e "-o" sono normalmente rese con /oː/. Eccezioni sono "hôpital" "ospedale", taureau "toro" e i nomi Maurice "Maurizio" e Paul "Paolo", in cui la "ô" e il dittongo "au" sono pronunciati [ɔ].         |
| ɔ   | /sɔʁ/         | sort              | "fato"             | Un altro paio di vocali che vanno fondendosi in qualche dialetto. Il grafema "o" è realizzato aperto, [ɔ], sia nelle sillabe chiuse che in quelle aperte (eccezione è la sequenza -ose, pronunciata /o:z/); l'influsso dell'accento di Parigi sta però delabializzando [ɔ] in [ʌ]. Comunque, "eau", "au", "ô" e la terminazioni "-ot", "-os" e "-o" sono normalmente rese con /oː/. Eccezioni sono "hôpital" "ospedale", taureau "toro" e i nomi Maurice "Maurizio" e Paul "Paolo", in cui la "ô" e il dittongo "au" sono pronunciati [ɔ].         |
| ɑ̃   | /sɑ̃/          | sans              | "senza"            | Questa vocale viene frequentemente pronunciata come [ã] in Québec. Alcuni dialetti in Francia del nord hanno iniziato a fondere /ɑ̃/ e /ɔ̃/. Sotto l'influsso dell'accento di Parigi tende a labializzarsi in /ɒ̃/. |
| ɔ̃   | /sɔ̃/          | son               | "suo"              | Una delle vocali nasali più stabili. Ha pochi allofoni. Sotto l'influsso dell'accento di Parigi tende a chiudersi in /õ/. |
| ɛ̃   | /sɛ̃/          | saint             | "santo"            | In Francia lo si trova anche in luogo di /œ̃/, che ha ormai quasi scalzato. Questa vocale è ancora separata da /œ̃/ nel francese del Québec, comunque, e ha allofoni in [ẽ] e [ĩ]. Sotto l'influsso dell'accento di Parigi tende ad aprirsi in /æ̃/. |
| œ̃   | /bʁœ̃/         | brun              | "bruno"            | In Francia tende sempre più a fondersi con /ɛ̃/, sotto l'influenza dell'accento di Parigi, e sono ormai in pochi a conservare la differenza fra le due vocali. Questa vocale è ancora separata da /ɛ̃/ nel francese del Québec, comunque, e ha l'allofono [ũ]. |

## Dittonghi
| IPA  | Esempio (IPA) | Esempio (scritto) | Significato | Note |
| ---- | ------------- | ----------------- | ----------- | --- |
| /ɛ/  | /lɛ/          | lait              | "latte"     | Scritto ai; tende a volte a chiudersi in /e/. Nelle terminazioni del futuro semplice (solo prima singolare, -ai) e del passato remoto (solo prima singolare, -ai) alcuni lo pronunciano /e/, in opposizione con l'imperfetto (-ais, -ais, -ait ecc.) e il condizionale (-ais, -ais, -ait ecc.) pronunciati /ɛ/. La stessa distinzione si può fare nel verbo avere fra j'ai "io ho" /ʒe/ e il congiuntivo presente j'aie /ʒɛ/ (e ovviamente anche le altre voci tu aies, il ait, ils aient: tutte e tre /ɛ/). La lingua corrente non tiene comunque conto di queste opposizioni uniformando la pronuncia, con prevalenza per il timbro aperto. |
| /wa/ | /swa/         | soi               | "sé"        | Scritto oi; quando è nasalizzato, come in moins "meno", si pronuncia /wɛ̃/, cioè con la vocale di timbro /ɛ/ anziché /ɑ/, mantenendo la pronuncia /wɛ/ che era lo standard fino circa alla fine del '700. |
| /ɛ/  | /ʁɛn/         | reine             | "regina"    | Scritto ei. |
| /u/  | /ful/         | foule             | "folla"     | Scritto ou. |
| /o/  | /o/           | au                | "al"        | Scritto au. Tranne in taureau "toro" e nei nomi Maurice "Maurizio" e Paul "Paolo", in cui au è pronunciato /ɔ/: /tɔˈʁo/, /mɔˈʁis/, /pɔl/. |
| /o/  | /o/           | eau               | "acqua"     | Scritto eau. |
| /ɥi/ | /lɥi/         | lui               | "lui"       | Scritto ui. |
| /ø/  | /fø/          | feu               | "fuoco"     | Scritto eu; si trova nelle sillabe aperte. |
| /œ/  | /sœʁ/         | sœur              | "sorella"   | Scritto eu (o anche, in certe parole, œu), è un allofono del precedente che si realizza in sillaba chiusa, tranne nella terminazione femminile -euse (che si pronuncia /øːz/) e nella parola jeûne "digiuno" (pronunciata /ʒøn/; da non confondere con jeune "giovane", senza accento circonflesso, pronunciato regolarmente /ʒœn/). Da notare che la parola fœtus "feto" si pronuncia /feˈtys/ perché qui œ è il dittongo latino. |

La sostituzione i con una y in ai, oi e ui indica la consonantizzazione della i in /j/ (in ui la semiconsonante /ɥ/ causa il mantenimento della vocale /i/ davanti alla nuova semiconsonante /j/) per permettere il legamento con un'altra sillaba: royal "reale" /ʁwaˈjal/ (da roi "re" /ʁwa/), ayant "avente/avendo" /ɛˈjɑ̃/ (cfr. j'ai "io ho" /ʒɛ/ o /ʒe/), fuyant "fuggente/fuggendo" /fɥiˈjɑ̃/ (da fuire "fuggire" /fɥiʁ/).

## Consonanti
|                        | Bilabiali | Labio- dentali | Dentali | Alveolari | Palato- alveolari | Palatali | Velari | Uvulari |
| Occlusive              | p b       |                | t d     |           |                   |          | k g    |         |
| Nasali                 | m         |                | n       |           |                   | ɲ        | ŋ      |         |
| Fricative              |           | f v            | s z     |           | ʃ ʒ               |          |        | ʁ       |
| Approssimanti laterali |           |                |         | l         |                   |          |        |         |

/p/, /t/ e /k/ non sono mai aspirate in francese, se non per indicare disprezzo.
Il grafema r permette un ampio raggio di allofoni: [ʀ], [ʁ], [r], [ɾ] e [χ] sono riconosciute come "r" ma molti di questi saranno considerati dialettali. Ad esempio [ʁ] è considerato tipico di un accento parigino, mentre [r] del sud della Francia e dell'area di Montréal.
La nasale velare non è un fonema nativo del francese, ma si incontra in parole importate come parking, gong, camping. Molti locutori (per lo più anziani e quelli che non sono familiari con questo tipo di suono) lo sostituiscono con una sequenza /ŋg/.
In alcuni dialetti /ɲ/ sta sparendo lentamente a favore della sequenza /nj/.
|               | Palatale | Labio-palatale | Labio-velare |
| Approssimante | j        | ɥ              | w            |

/ɥ/ e /w/ in francese sono per lo più allofoni di /y/ e /u/ prima di una vocale.
Il solo caso in cui [w] contrasta con [u] è quando c'è separazione morfemica: alcune forme di verbi terminanti in -oua (/wa/ o /ua/) come loua ("affittò") e noua ("legò") contrastano con parole terminanti nel dittongo -oi (/wa/), come loi ("légge"), e noix ("noce").